# Bolesław Namysłowski
Bolesław Bronisław Jan Namysłowski (ur. 7 czerwca 1882 w Zagórzu, zm. 13 sierpnia 1929 w Krakowie) – polski botanik, profesor Uniwersytetu Poznańskiego.

## Życiorys
Syn Władysława Namysłowskiego, inżyniera i Wandy z d. Bandurskiej. Brat prawnika i dyplomaty Władysława Namysłowskiego. 
Po maturze zdanej w Nowym Sączu, studiował botanikę na Uniwersytecie Jagiellońskim (1901–1905). W 1905 został demonstratorem w Katedrze Anatomii i Fizjologii Roślin, w 1908 asystentem i uzyskał stopień naukowy doktora. Od 1912 zajmował się badaniami solanek. Podczas I wojny światowej był internowany na terenie Rosji. Po powrocie w 1919 uzyskał habilitację. Od 1919 wykładał botanikę na Uniwersytecie Poznańskim, w 1920 został profesorem nadzwyczajnym, w 1921 zwyczajnym. Stał na czele Katedry Botaniki Ogólnej i Fitopatologii Wydziału Rolniczo-Leśnego, był też jego dziekanem (po 1950 część Uniwersytetu Przyrodniczego). Od 1908 był współpracownikiem Komisji Fizjograficznej Akademii Umiejętności (od 1919 Polskiej Akademii Umiejętności). Od lat 20. był członkiem komisji patronującej utworzeniu i rozwijaniu Ogrodu Dendrologicznego w Poznaniu. 
Według Andrzeja Dzięczkowskiego, zajmował się głównie badaniami z dziedziny mykologii i mikroflory zbiorników wodnych. Jest autorem ponad 50 publikacji. Jego zielnik mikologiczny znajduje się w zbiorach Wydziału Biologii Uniwersytetu Warszawskiego. Pod koniec życia zajmował się ponadto heraldyką. 
Jego żoną była Aniela z d. Kastory, biolog, mieli troje dzieci. Namysłowski był związany z polskim zborem ewangelicko-augsburskim w Poznaniu, był kuratorem Stowarzyszenia Polskiej Akademickiej Młodzieży Ewangelickiej (SPAME).